# Rhodopemorpha
Rhodopemorpha waren een orde van de klasse Gastropoda (buikpotigen of slakken), met één familie. In de hedendaagse taxonomische indeling van de slakken wordt de naam niet meer gebruikt.

## Indeling
- Orde: Rhodopemorpha
  - Familie: Rhodopidae
    - Geslacht: Helminthope (Salvini-Plawen, 1991)
      - Helminthope psammobionta (Salvini-Plawen, 1991)

    - Geslacht: Rhodope
      - Rhodope veranyi